# Justin McCarthy (jugador d'hoquei sobre gel)
Justin McCarthy   (Charlestown, 25 de gener de 1899 - Centerville, 8 d'abril de 1976) va ser un jugador d'hoquei sobre gel estatunidenc que va competir durant la dècada de 1920. El 1921 es graduà a la Universitat de Massachusetts Amherst.
El 1924 va prendre part en els Jocs Olímpics de Chamonix, on guanyà la medalla de plata en la competició d'hoquei sobre gel.